# Огден (Канзас)
Огден (англ. Ogden) — місто (англ. city) в США, в окрузі Райлі штату Канзас. Населення — 1661 особа (2020).

## Географія
Огден розташований за координатами 39°6′46″ пн. ш. 96°42′6″ зх. д. / 39.11278° пн. ш. 96.70167° зх. д. (39.112879, -96.701681).  За даними Бюро перепису населення США в 2010 році місто мало площу 4,30 км², з яких 4,17 км² — суходіл та 0,13 км² — водойми.

## Демографія
Згідно з переписом 2010 року, у місті мешкало 2087 осіб у 823 домогосподарствах у складі 551 родини. Густота населення становила 485 осіб/км².  Було 992 помешкання (231/км²).
Расовий склад населення:
| - 76,8 % — білих - 11,2 % — чорних або афроамериканців - 1,7 % — азіатів - 1,2 % — корінних американців - 0,2 % — вихідців з тихоокеанських островів - 2,6 % — осіб інших рас |

До двох чи більше рас належало 6,2 %. Частка іспаномовних становила 9,4 % від усіх жителів.
За віковим діапазоном населення розподілялося таким чином: 30,6 % — особи молодші 18 років, 65,1 % — особи у віці 18—64 років, 4,3 % — особи у віці 65 років та старші. Медіана віку мешканця становила 26,5 року. На 100 осіб жіночої статі у місті припадало 103,0 чоловіків;  на 100 жінок у віці від 18 років та старших — 98,4 чоловіків також старших 18 років.
Середній дохід на одне домашнє господарство  становив 43 070 доларів США (медіана — 33 481), а середній дохід на одну сім'ю — 43 956 доларів (медіана — 33 416). Медіана доходів становила 34 563 долари для чоловіків та 27 941 долар для жінок. За межею бідності перебувало 26,2 % осіб, у тому числі 41,8 % дітей у віці до 18 років та 0,0 % осіб у віці 65 років та старших.
Цивільне працевлаштоване населення становило 876 осіб. Основні галузі зайнятості: освіта, охорона здоров'я та соціальна допомога — 29,1 %, публічна адміністрація — 14,3 %, роздрібна торгівля — 14,2 %.